# Dcheira El Jihadia
Dcheira El Jihadia é um município urbano dos subúrbios da área metropolitana de  Agadir, pertencente à prefeitura de Inezgane-Aït Melloul e à região de Souss-Massa-Drâa, em Marrocos. Em 2004 tinha 89 367 habitantes.
Situa-se a cerca de 10 ou 11 km do centro de Agadir, na planície da margem direita do rio Suz.